# Jonesboro (Indiana)
Jonesboro est une ville située dans le comté de Grant, dans l’État de l'Indiana, aux États-Unis. Lors du recensement de 2020, elle comptait 1 516 habitants.